# Dympna Callaghan
Dympna Callaghan ist eine amerikanische Anglistin und Shakespeare-Gelehrte. Sie ist William L. Safire Professor of Modern Letters an der Syracuse University.

## Leben und Werk
Dympna Callaghan hat vor allem zu den Dichtern der englischen Renaissance publiziert. Sie war von 2012 bis 2013 Präsidentin der Shakespeare Association of America. Callaghan war Fellow der Folger-, der Huntington- und der Newberry-Bibliothek, arbeitete am Getty Research Centre in Los Angeles und kürzlich am Bogliasco Center in Genua. Sie ist ein Life Member von Clare Hall und ist derzeit Lloyd Davis Fellow an der University of Queensland.

## Ausgewählte Veröffentlichungen

### Monographien
- Hamlet: Language and Writing. Bloomsbury. Arden Shakespeare 2015. ISBN 978-1-4725-2028-9
- Who Was William Shakespeare? An Introduction to the Life and Works. Wiley-Blackwell, 2012. ISBN 978-1-118-31227-8
- The Impact of Feminism in English Renaissance Studies. Ed. Dympna Callaghan. Palgrave Macmillan, 2006. ISBN 978-1-4039-9212-3
- Shakespeare Without Women. Routledge, 1999. ISBN 978-0415202329
- Women and Gender in Renaissance Tragedy: A Study of "King Lear", "Othello", "The Duchess of Malfi" and "The White Devil". Prentice-Hall, 1991. ISBN 978-0745010076

### Editionen
- William Shakespeare: The Taming of the Shrew. Norton Critical Editions, 2009. ISBN 978-0-393-92707-8
- William Shakespeare: Romeo and Juliet: Texts and Contexts. The Bedford Shakespeare Series, 2008. ISBN 978-0312191924
- John Webster: The Duchess of Malfi. Palgrave Macmillan, 2000. ISBN 978-0-333-61427-3

### Herausgeberschaft
- A Feminist Companion to Shakespeare. Wiley-Blackwell, 2001. ISBN 978-0-631-20807-5
- Feminist Readings of Early Modern Culture. CUP 1996. ISBN 978-0-521-55819-8

### Mitarbeit
- Dympna Callaghan, Lorraine Helms and Jyotsna G. Singh: The Weyward Sisters: Shakespeare and Feminist Politics. Wiley-Blackwell, 1994. ISBN 978-0-631-17798-2